# Josefa Idem
Josefa Idem (ur. 23 września 1964 w Goch) – włoska kajakarka narodowości niemieckiej. Pięciokrotna medalistka olimpijska, wielokrotna medalistka mistrzostw świata. Senator XVII kadencji, w 2013 minister ds. równouprawnienia, sportu i młodzieży w rządzie Enrica Letty.

## Życiorys
Do 1989 startowała w barwach RFN. Następnie za namową trenera Guglielma Guerriniego zmieniła obywatelstwo na włoskie. Startowała łącznie w ośmiu igrzyskach olimpijskich z rzędu, pięciokrotnie zdobywając medale. Największym osiągnięciem był występ w Sydney, gdzie podczas igrzysk olimpijskich w 2000 wywalczyła złoty medal w K-1 na dystansie 500 m. Jest także pięciokrotną mistrzynią świata. Ostatni medal na zawodach tej rangi (brązowy w Dartmouth) zdobyła w wieku 45 lat.
W 2001 zaangażowała się w działalność polityczną w ramach centrolewicowej koalicji Drzewo Oliwne. Uzyskała mandat radnej Rawenny, do 2007 w ramach administracji miejskiej pełniła urząd asesora ds. sportu. W wyborach parlamentarnych w 2013 z listy Partii Demokratycznej została wybrana do Senatu XVII kadencji.
27 kwietnia 2013 kandydat na premiera Enrico Letta ogłosił jej nominację na urząd ministra ds. równouprawnienia, sportu i młodzieży, który objęła następnego dnia. Odwołana 24 czerwca 2013, złożyła rezygnację w związku z toczonym wobec niej postępowaniem dotyczącym niezapłaconych podatków.

## Odznaczenia
Odznaczona Krzyżem Komandorskim (2000) oraz Krzyżem Wielkiego Oficera (2008) Orderu Zasługi Republiki Włoskiej.

## Wyniki na igrzyskach olimpijskich
- Los Angeles 1984 (RFN)
  - K-2 500 m – 3. miejsce
  - K-4 500 m – 5. miejsce
- Seul 1988 (RFN)
  - K-1 500 m – 9. miejsce
  - K-4 500 m – 5. miejsce
- Barcelona 1992 (Włochy)
  - K-1 500 m – 4. miejsce
- Atlanta 1996 (Włochy)
  - K-1 500 m – 3. miejsce
- Sydney 2000 (Włochy)
  - K-1 500 m – 1. miejsce
- Ateny 2004 (Włochy)
  - K-1 500 m – 2. miejsce
- Pekin 2008 (Włochy)
  - K-1 500 m – 2. miejsce
- Londyn 2012 (Włochy)
  - K-1 500 m – 5. miejsce[1]